# Freizeitpferd

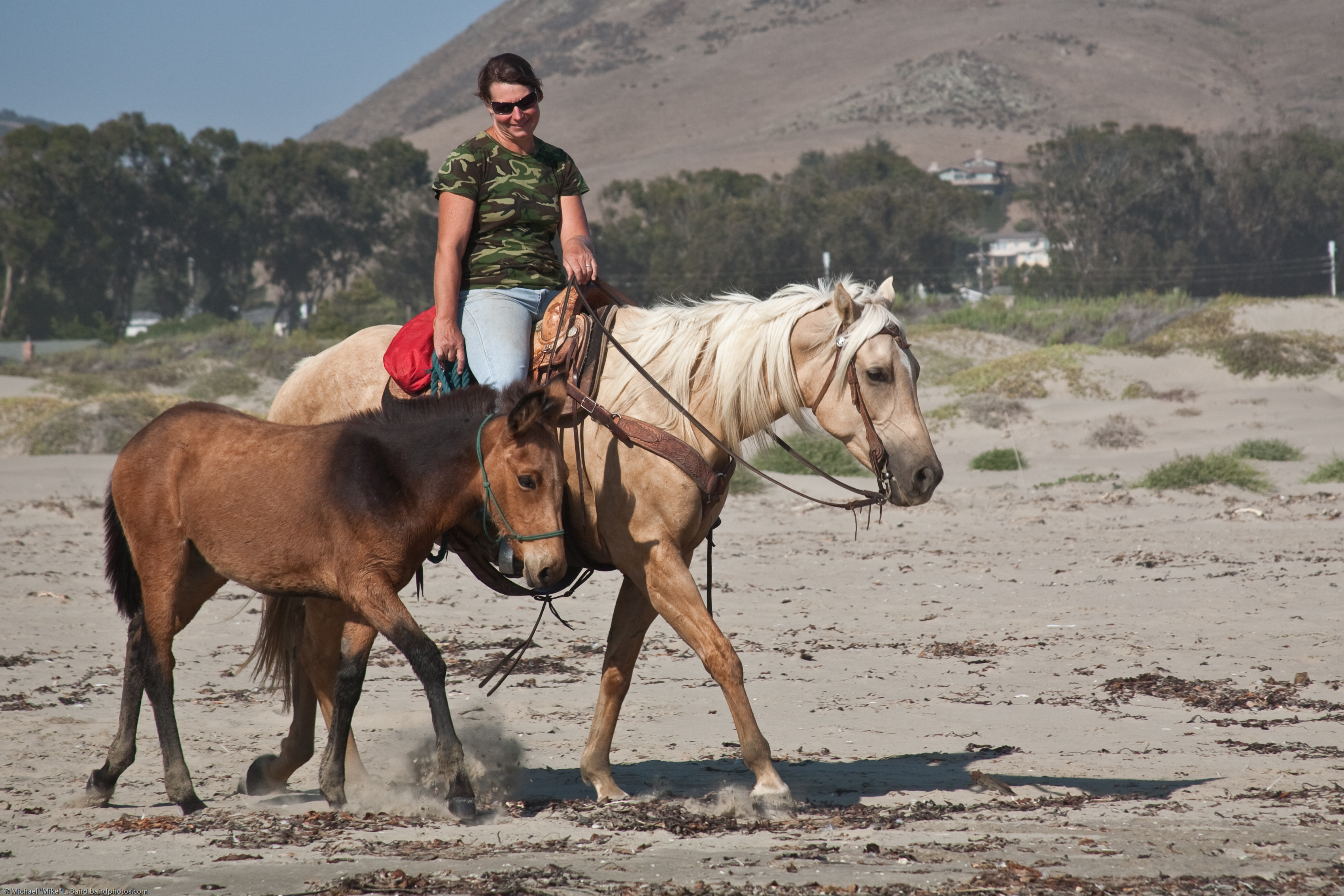
Freizeitreiterin mit Handpferd

Als Freizeitpferd werden Pferde bezeichnet, die nicht im Turniersport eingesetzt werden. Ein Pferd kann im Laufe seines Lebens sowohl als Freizeitpferd als auch als Turnierpferd eingesetzt werden. Oftmals werden ältere Sportpferde, die aus verschiedenen Gründen im Sport nicht mehr eingesetzt werden können, als Freizeitpferde verkauft. Freizeitpferd können daher einen sehr unterschiedlichen Ausbildungsstand haben. Ein ehemaliges Dressurpferd verfügt über einen anderen Ausbildungsstand, als ein Freizeitpferd, das nur im Gelände geritten wurde. 
Es gibt Pferderassen, die in der Freizeit-Szene besonders beliebt sind, beispielsweise Tinker, Friesen, Haflinger, Isländer. Je nach Einsatzzweck ist der Charakter des Pferdes von Bedeutung, es kann beispielsweise ein eher ruhiges Temperament gewünscht sein. Viele Freizeitreiter wünschen sich Pferde die ausgeglichen, ruhig, ausdauernd, unkompliziert und freundlich sind.
Typischerweise werden Freizeitpferde in erster Linie im Gelände geritten. Im Gegensatz dazu werden Sport- (auch: Turnier-)pferde häufig auf dem Reitplatz trainiert. 